# Parathesis amplifolia
Parathesis amplifolia är en viveväxtart som beskrevs av Cyrus Longworth Lundell. Parathesis amplifolia ingår i släktet Parathesis och familjen viveväxter. Inga underarter finns listade i Catalogue of Life.